# .mp
.mp is het achtervoegsel van domeinen van websites uit de Noordelijke Marianen.
IANA geeft twee registratieadressen aan: nic.mp en sunrise.mp. Dat leidt tot een complexe situatie, vooral omdat sunrise niet naar een registrator leidt. Beide adressen lijken op dit moment echter niet actief.
Het domein wordt gepropageerd als interessante optie voor uitbaters van mobiele apparatuur en dergelijke. Er zijn enkele domeinen voor de Noordelijke Marianen zelf geregistreerd onder de tweede niveau domeinen .gov.mp, .org.mp en .com.mp.
l
Beperking van de mp domeinen is dat hosting moet plaatsvinden op de servers van de registrator Saipan Datacom en dat de sites ook met ontwikkelhulpmiddelen van deze registrator moeten worden gebouwd.